# Бомбардировки над България през Втората световна война
Бомбардировките над България са поредица от нападения на британските, американските, съветските и югославските ВВС срещу София и други български населени места по време на Втората световна война, в периода от пролетта на 1941 г. до есента на 1944 г.
България е в положение на война с Великобритания и САЩ от 13 декември 1941 година. След като завладяват бази в Южна Италия, британско-американските въздушни армии започват бомбардировъчна война на Балканския полуостров. Жертвите са 1828 убити, починали от рани и безследно изчезнали и 2372 души тежко ранени. Разрушени само в София са 12 657 граждански обществени и жилищни сгради увредените в една или друга степен са в пъти повече. Българската противовъздушна отбрана, (изтребителна авиация и зенитна артилерия), сваля 23 самолета. Свалените и паднали над съвременната  територия на България съюзнически самолети са 60 броя: От военно въздушните сили(ВВС) на САЩ(49 бр.), на Великобритания(9 бр.) и на СССР(2 бр.). Основна част от свалените и паднали на българска територия съюзнически самолети - 45 броя, са простреляни от изтребителната авиация на Луфтвафе, Румънските ВВС и зенитна артилерия в района на рафинерията край Плоещ и Букурещ, но са паднали на българска територия в областите Силистра, Русе, Плевен, Видин и Враца. Загубите на противника са 159 загинали членове на екипажи и пленени 329

## Хронология на предходните събития
- На 22 февруари 1941 г. в Атина Гърция и Великобритания, представлявана от Антъни Идън, се договарят за приемането на британските войски, чийто действия ще бъдат на север.
- В Тристранния пакт са влезли Унгария (на 20 ноември 1940), Румъния (три дни по-късно) и Югославия (на 25 март 1941).
- На 16 октомври 1940 година германският външен министър Рибентроп иска България в двудневен срок да определи политиката си спрямо Пакта.
- Българските комунисти настояват за незабавно включване в Пакта, заради което започват усилена кампания.[21]
- На 1 март 1941 г. в 13,35 ч. в двореца Белведере във Виена българският министър-председател проф. Богдан Филов подписва договора за присъединяване Царство България към Тристранния пакт.
- На 22 юни 1941 г. започва операция Барбароса. От 24 юни същата година до 5 септември 1944, когато СССР обявява война на България, българското посолството в Москва представлява интересите на Третия Райх, Кралство Румъния и Кралство Унгария в СССР. На 25 ноември 1941 г. Царство България се присъединява към Антикоминтерновския пакт.[22]
- На 13 декември 1941 година България обявява война на Великобритания и САЩ.[23]
- На 17 юли 1942 г. от територията на Съветския съюз, действащ в коалиция с Великобритания и САЩ, след срещата Чърчил-Рузвелт в Казабланка, е прочетена програмата на Отечествения фронт.

| „ | да се оттеглят незабавно българските войски, изпратени за потушаване борбата на братския сръбски народ срещу германското и италианското иго | “ |

| „ | да се осигурят съгласно Атлантическата харта националните интереси на българския народ чрез споразумение с другите балкански народи и чрез тясна дружба и сътрудничество на България със Съветския съюз, Англия, Америка и другите свободолюбиви народи | “ |

- След загубената втора битка при Ел Аламейн и десанта в Алжир (операция Торч) на 8 ноември 1942 г., Северна Африка постепенно е превзета от САЩ и нейните съюзници. Там са разположени войскови части, а по-късно и в Сицилия. След операция Хъски и Южна Италия летищата във Фоджа и Бриндизи стават бази на 15-а въздушна американска армия, включвайки 85 бомбардировъчни и 22 изтребителни ескадрили или общо 931 бойни самолета, увеличени през декември 1943 с още 739 бомбардировачи B-24 Либърейтър и B-17 Флаинг фортрес. С общо 1670 самолета Балканският полуостров става много лесна и близка мишена.

## Начало на бомбардировките
Въпреки обявената война България не води активни бойни действия и е в дипломатически отношения със СССР. Въпреки това, по настояване на Уинстън Чърчил започват въздушни удари в различни краища на страната с мотива, че България е немски съюзник. След заключителния доклад на Обединения комитет на началник-щабовете на САЩ и Англия на Квебекската конференция, състояла се на 23 август 1943 г. са отправени препоръки до главнокомандващия съюзническите войски в Европа, генерал Дуайт Айзенхауер, ударите по обекти на територията на България да бъдат увеличени.
Решението за въздушна кампания срещу България на Имперския комитет по отбраната е взето под председателството на премиера Уинстън Чърчил и формално е протоколирано на заседанието от 19 октомври 1943 г. Целта е да се постигне капитулацията на България. На 18.10.1943 г. е бомбардиран гр. Скопие, тогава в пределите на Царство България. В 12:15 ч. 24 леки бомбардировача „Уелингтън“ и изтребители Р-38 „Лайтинг“ атакуват гара Скопие. Разрушени са 40 сгради, убити са 30 души, ранени са 23-ма. Същия ден са атакувани град Велес и гара Велес. Убити са двама и е ранен един човек. В 16,22 ч. отново е атакувана гара Скопие, като са убити трима и са ранени 15 войници. Свален е един противников изтребител. Бомбардирана е и гарата на Скопие Генерал Жостов. На 13 ноември е първата вълна директни атаки срещу София с 91 самолета B25, Wellington и Blenheim.
През февруари 1944 г. Чърчил отговаря на предложения за прекратяване на бомбардировките, че „след като лекарството е свършило толкова добра работа, нека да продължат да получават допълнителни дози от него.“
Британски историци като Базил Лидъл Харт смятат, че „ползата от бомбардиране на цели райони в много отношения е твърде съмнителна“ и определят „продължаването на бомбардировките на цели райони от британците много след като те вече нямат никакви основания или извинения да действат по този начин“ като „пренебрежение към елементарните морални норми в бомбардировъчната кампания“. Българските медии съобщават за нарушение на Хагските конвенции за водене на война. Американски изтребители са разстреляли спускащият се с парашут поручик Иван Бонев. Отбелязани са случаи на обстрел на цивилни лица от бордовите картечници на американски съпровождащи изтребители. При такъв инцидент в гр. Дупница на 4 януари 1944 г. загиват 80 души.
След войната се появяват съобщения, че Георги Димитров е предал на Сталин протест на Васил Коларов. Сталин категорично настоял пред Рузвелт, че не иска да се разрушава бъдещата съветска окупационна зона. След „черния Великден“ на София през 1944 г. американският президент разпорежда, против волята на Чърчил, намаляване на интензивността на бомбардировките. Въпреки това бомбардировките продължават на 24 май 1944 г. над София и на 12 юни и 28 юли 1944 г. над Карлово. Само при тях, макар и не толкова масирани, жертвите са най-малко 92.

## Хронология

### Април – септември 1941 г.
- 6 април – Югославски самолети Do-17 бомбардират индустриалния квартал и гарата в гр. София, гр. Кюстендил и някои села. В 15.30 ч. югославски бомбардировач „Дорниер -17“ пуска 8 бомби над София, в квартал Булина ливада. Разрушени са няколко къщи, загиват 8 души,[39] убити са 4 жени и 2 деца. Българските изтребители успяват да прогонят бомбардировача. При бомбардировката на Кюстендил в 08.35 часа четири самолета нападат града. Най-тежко е бомбардирана гарата. Загиват 76 души – 58 граждани, 2 български и 16 германски войници. Ранените са 95-има – 59 граждани, 5 български и 31 германски войници. Пуснати са бомби и над с. Гюешево, с. Сирищник и с. Върба, като там няма жертви. Същия ден британската авиация извършва бомбардировки над България в интервала 20:05 – 21:40 часа. Началото е поставено от самолети Bristol Blenheim, които бомбардират Петрич и Хотово, а шест самолета Vickers Wellington хвърлят бомби над София и околни села като отговор на присъединяването на България към Тристранния пакт. В Петрич жертвите са трима германски войници и един цивилен, а петима са ранени. Бомбардировките над столицата са в 20:20 и 21:10 ч. Според ПВО (противо-въздушна отбрана) доклад са пуснати 43 бомби, убити 18 и ранени 28 души. Разрушени са 14 сгради и възникват три пожара.[40] Атакувани са летище Божурище и селата Биримирци, Орландовци и Ораново. В 20.40 ч. са хвърлени бомби при с. Джерман и махала Пуньова могила – загиналите са 5, а ранените 3-ма.
- 7 април – Бомбардирани са гара Ихтиман и село Златарица.
- В 01.15 ч. на 14 април след пускане на осветителни авиобомби е бомбардирана София. Избухват 64 бомби, 77 не сработват или са пуснати в положение „невзрив“. Убитите са 14, ранените са 25. На жп гара е запален влак с боеприпаси. Бомбардирани са летище Враждебна, с. Бусманци и гара Гюешево.
- В 22 часа на 22 юни неидентифициран самолет бомбардира град Добрич, като хвърля 6 бомби. По осколките са открити опознавателни знаци на кирилица и се предполага, че самолетът е съветски. Докладва се за разрушени 4 сгради, двама души са ранени.[41]

През 1941 година са бомбардирани общо 25 населени места, убити са 115 души и 162 са ранени. Пуснатите бомби са 252. При априлските бомбардировки ПВО артилерията не отбелязва резултати, а немските изтребители не участват.

### Септември 1942 г.
През нощта на 12 срещу 13 септември 1942 г. съветски самолети бомбардират градовете Русе, Стара Загора, Казанлък и Горна Оряховица. Един самолет хвърля 3 бомби над Стара Загора. Убита е една жена, 17 души са ранени. Бомба е пусната и над Горна Оряховица. Ранени са двама души. Над Русе са хвърлени 4 бомби.
Нападенията принуждават правителството да въведе режим на затъмнение над цялата страна от 2 октомври 1942 година, което е прекратено на 16 май 1943 година. През 1942 г. са бомбардирани 7 населени места, убит е 1 човек и 19 са ранени. Пуснатите бомби са 27.

### От пролетта до есента на 1943 г.
- През пролетта и лятото на 1943 г. пресата съобщава за хвърлени от съюзнически самолети експлодиращи писалки, часовници, детски играчки;[42]. Съобщението е част от военната пропаганда и за да се предпазят децата от приближаване към местата на падане на свалени самолети. Въпреки това са осакатени няколко деца, вероятно от неизбухнали боеприпаси и детонатори тип „писалка“.
- 24 юни 1943 г. Бомбардирано е летището до Солун.
- 1 август 1943 г. Провежда се операция на съюзническата авиация „Приливна вълна“. Бомбардирана е петролната рафинерия край Плоещ. От Бенгази излитат 177 бомбардировача Б-24 „Либърейтър“, които прелитат над Адриатическо море и през Куманово и Скопие достигат до Плоещ. При този рейд американците понасят значителни загуби – 56 самолета. На връщане летящите крепости са посрещнати от българските изтребители, които свалят 5 противникови бомбардировача. Над българска територия са пуснати бомби при гара Бойчиновци, при гр. Бяла и при с. Дрента.

### Начало на офанзивата срещу България – Операция „Point Blank“ (Прицел от упор)
На срещата Чърчил-Рузвелт в Казабланка се планира и Операция „Point Blank“ (Прицел от упор) за въздушни удари по промишлеността на Германия.
- 18 октомври 1943 г. в 12,15 ч. 24 леки бомбардировача „Уелингтън“ и изтребители Р-38 „Лайтинг“ атакуват гара Скопие – разрушени са 40 сгради, убити са 30 души, ранени са 23-ма. Същия ден са атакувани гара Велес и град Велес – убити са двама и е ранен един човек. В 16,22 ч. отново е атакувана гара Скопие, убити са трима и са ранени 15 войници. Свален е един противников изтребител. Бомбардирана е и гара Генерал Жостов.
- 20 октомври 1943 г. Атакуван е гр. Ниш. Пуснати са общо 179 бомби, убити са 245 души и 479 са ранени. Разрушени са 66 сгради, много вагони и локомотиви.
- 21 октомври 1943 г. Бомбардирана е гара Скопие – жертви няма.
- 25 октомври 1943 г. в 9,56 ч. е атакувана гара Скопие, като са пуснати около 20 бомби и е ранен един човек. Излитат два български изтребителя „Месершмит“. Подпоручик М. Григоров успява да свали два изтребителя.
- на 6 ноември 1943 г. бомбардировачи, които се връщат аварийно от рейда към Плоещ, се освобождават от бомбовия си товар от голяма височина над Пловдив, жертви няма;
- 14 ноември 1943 г. Първо масирано въздушно нападение над българската столица. В 12,30 ч. 137 самолета – 91 бомбардировача B-25 Мичъл и 46 изтребителя „Лайтинг“ атакуват София, пуснати са 563 бомби. Разрушени са 47 сгради и постройки. Убити са 59 души и са ранени 128. Убити са 56 граждани, 1 полицай и 6-има военни. Тежко са ранени 49 души, леко ранени са 79. Срещу противника излитат 17 български изтребителя Ме-109. Във въздушния бой загива фелдфебел Йордан Славов. Оповестителната служба закъснява да подаде сигнал за приближаваща опасност. ПВО не успява да свали противников самолет, но успява да отклони атаката от центъра на града. Изстреляни са 1471 тежки и 2128 снаряда от по-малък калибър.
- 24 ноември 1943 г. Бомбардировката е извършена от 17 бомбардировача B-24 Либърейтър, придружени от 32 изтребителя[43].  Пуснати са 156 бомби, убити са 9 души, ранени 29 граждански и военни лица. Разрушени са 87 жилища и постройки в района на Централна гара София. ПВО изстрелва 585 снаряда. Във въздушния бой за защита на София загива летецът Мито Дисов. Изтребителят му пада след като е отсякъл с крилото опашката на бомбардировач – „летяща крепост“. Свалени са 10 противникови самолета, зенитната артилерия сваля 3, а българските изтребители – 7 противникови машини.
- 10 декември 1943 г. Нападението е извършено от 73 самолета – 31 бомбардировача Б-24 „Либърейтър“ и 42 изтребителя „Лайтинг“[43]. При активното противодействие на българските изтребители до София стигат само около 40 самолета, които хвърлят 180 бомби – около 90 в района на кварталите „Хаджи Димитър“, „Индустриален“, Централна гара, „Малашевци“ и „Военна рампа“. Други 90 бомби поразяват летище Враждебна и селата край него. При бомбардировката са убити 11 души, ранени са 22, разрушени са 85 постройки. Бомбардирани са дворецът Врана, с. Казичане, с. Враждебна, с. Поповяне – Самоковско, с. Реброво. ПВО изстрелва 941 снаряда. Във въздушния бой загива капитан Павел Павлов. Свален е един противников самолет.
- 20 декември 1943 г., „Черният Никулден“. Нападение на американската авиация над София. Групировка от 15-а въздушна армия на САЩ в състав 37 бомбардировача „Либърейтър“ B-24 Liberator (Бе-24 „Освободител“) от 376-а тежка бомбардировъчна групировка (376th Bomb Group – Heavy), охранявани от 50 тежки двумоторни двутели изтребители Lockheed P-38 Lightning (Локхийд Пе-38 „Светкавица“) от 82-ра изтребителна група (82th Fighter Group), се насочва за поредната бомбардировка на София[43]. Българската ПВО насочва 38 самолета срещу 87 вражески. Противникът е посрещнат от изтребители Ме-109, излетели от летище Божурище и „Девоатин“, излетели в 12.30 ч. от летище Враждебна и Марино поле (основната част на орляка, която пристига по-късно). Българският орляк 3/6 имащ по списъчен състав 16' изтребителя Ме-109G-2 излита от летище Божурище. Има задача да завърже бой с противниковите изтребители, а в това време другият орляк от Враждебна и Марино поле – 2/6, в състав от 22[44] изтребителя Девоатин D.520 трябва да атакува бомбардировачите и да ги принуди да хвърлят бомбите си извън целта. Атаката на изтребителната авиация спечелва време за укриване на населенито в скривалищата. Основната тактическа цел на изтребителната авиация е да разстрои противниковата формация и да я отклони от курса, като им попречи да нанесат прицелен удар. Тази цел е постигната от българските летци. При това нападение на американската авиация върху София са разрушени 113 сгради и е прекъснат релсовият път на околовръстната железопътна линия. Над столицата са пуснати 270 бомби, убити са 71 души, тежко ранени са 46, а леко ранени – 62 души. Във въздушния бой загиват подпоручик Георги Кюмюрджиев и поручик Димитър Списаревски – първата българска „жива торпила“. Списаревски прострелва един бомбардировач след което, чрез употреба на бойната тактика „въздушен таран“, се сблъсква с него.[45] И двата самолета падат, Списаревски загива. ПВО изстрелва 805 снаряда. Българите свалят 4 самолета – 1 бомбардировач и 3 изтребителя.[46]  Лейтенант Едуард Тинкър (пилот на „Лайтнинг“ от изтребителното прикритие, бордов номер 43 – 2413, от 97-а изтребителна ескадрила), участник във въздушния бой на 20 декември 1943 година, пише в спомените си: „Българските летци се бият с ожесточение, като че ли защитават най-скъпата светиня на света. За мен те надхвърлят понятието ненадмината ярост в авиацията.“.

Атаките срещу България започват с октомврийските бомбардировки над Скопие, Велес и Ниш, които по това време се управляват от български администрации. Бомбардировката на 10 януари 1941 г. е планирана и извършена едновременно над София и Скопие. Тежко ранени са 726 и са убити 959 души. При удара на 24 януари отново са планирани София и Скопие. Столицата е покрита в мъгла и атакуващите самолети бомбардират вместо София гр. Враца.
През 1943 година са бомбардирани 24 населени места, убити са 436 души и 810 са ранени. Пуснатите бомби са 1032. В края на 1943 година американското и английското военно ръководство са на мнение, че поставените цели за въздушни удари над България не са изпълнени, резултатите са незадоволителни, причината за това е отдадена на активната отбрана на българската изтребителна авиация.

### Разгръщане на офанзивата 4 януари – 17 април 1944 г.
- 4 януари 1944 г. 108 американски Б-17 трябва да бомбардират София, но поради гъстата мъгла са отклонени. Около 100 бомбардировача хвърлят 150 бомби над Дупница. Градът е обстрелван и с бордовите картечници на изтребителното прикритие. Разрушени са 40 сгради. Жертвите са 59 убити и 43 са ранени. С бордови картечници е обстрелвано с. Кочериново и теснолинейката, ранени са двама души. Бомби са хвърлени при с. Царевец, с. Соколаре, с. Поляни, Крива Паланка. От Ниш излитат немски изтребители, които водят въздушен бой с противника.
- 10 януари 1944 г. Около 12 часа 40 самолета бомбардират гр. Скопие, хвърлени са 180 бомби, убити са 12 и ранени са 16 души (според други данни убитите са 100).[47] Следва удар върху на София. Това е първата съвместна дневно-нощна атака, при което английската авиация атакува през нощта, а американската, която има по-добро изтребително прикритие – през деня. Дневната е извършена от от 225 американски самолета - два американски бомбардировъчни полка Б-24 "либърейтър" и Б-17 „Флаинг Фортес“ в състав от тях 143 бомбардировача и 82 истребителя.  Бомбардировката е извършена към 13:00 часа, когато атакуват бомбардировачите, т. нар. „Летящи крепости“. Потвърдено е участието на общо 143 B-17 Flying Fortress и B-24 Liberator(общо загуби 2 бр.) и 82 изтребителя P-38 Lightning.(загуби 2 бр.)[48] Срещу тях от Божурище, Враждебна и Марно поле при Карлово излитат общо 73 самолета – 43 български от 6-и изтребителен полк и 30 немски изтребителя. От софийските летища се вдигат – 2/6 изтребителен орляк с 23 Dewoitine D.520 и 3/6 изтребителен орляк с 16 Me-109G[49] и от Карлово едно крило (ято от четворка изтребители) Dewoitine D.520 от 4/6 изтребителен орляк, водени от кандидат-подофицер Тодор Розев. На бой в защита на София излита и германската ескадрила I./JG 5 „Eismeer“ с 30 изтребителя Me-109G, водени от своя командир кап. Герхард Венгел. От ПВО са изстреляни 1958 снаряда. Във въздушния бой от българите са свалени 2 „летящи крепости“ и 1 изтребител, немците свалят още 3 бомбардировача, защитниците на София дават 2 жертви – загива подофицер Симеон Михайлов (самолетът му внезапно полита към земята и се разбива при с. Мало Бучино, вероятно загуба на съзнание поради тежък синузит) и германският изтребител кап. Герхард Венгел, убит край Радомир в бой с няколко вражески изтребителя. Ранени са още 3-ма немски летци: оберлейтенант Роберт Мюлер и оберфелдфебел Калвайт, унтерофицер Холткьотер.[7] В 22 часа същата нощ София е нападната от още около 80 британски самолета и въпреки изстреляните 1310 снаряда от зенитната артилерия противникът успява да нанесе още поражения на града. В резултат на дневното и нощното нападение на София загиват 947 души и са ранени 710. Тежко ударени са 3731 сгради – разрушени 93 държавни и 3211 частни сгради и 427 са полуразрушени. Хвърлените бомби над София са общо 1784. Въздушните удари на 10 януари силно разстройват обществения живот в столицата и започва евакуация. До 16 януари 300 000 жители напускат града. Командирът на 3/6 изтребителен орляк капитан Чудомир Топлодолски с хората си се врязва в армадата и за броени минути са свалени три P-38G Lightning, а в хода на преследването на още осем напускат района. Eдин от бомбардировачите е улучен от точния огън на поручик Цвятко Загорски, отделя се от групата и се разбива в околностите на село Радибош, а Девоатините атакуват фронтално – още три бомбардировача започват да димят, стараейки се да запазят мястото си в бойния ред, който вече не съществува. В-17F „летяща крепост“ с командир поручик Финч е с най-много поражения и се разбива край с. Кладница, Пернишко. Първата вълна американски бомбардировачи обръща курса към Италия, като увлича след себе си и останалите екипажи. Бомбите им са хвърлени без необходимото прицелване. Би Би Си, съобщава, че 31 американски самолета не се завръщат в базите си след мисията над Царство България.[50]
- 24 януари 1944 г. 300 американски тежки бомбардировача тръгват да бомбардират София, но поради гъстата мъгла са отклонени. Те хвърлят бомбите си над други градове и села. и тежко бомбардират град Враца – в 12,35 ч. от 84 „летящи крепости“ и в 13,10 ч. от още 50 бомбардировача. Пуснатите бомби над града са около 380 – убити са 126 души, ранени са 250. Разрушени са 234 сгради. Жертвите са 126 убити и 97 ранени. Бомбардиран е и гр. Скопие – над града са хвърлени около 380 бомби. На същия ден са хвърлени бомби и при с. Чомаковци, с. Драгалевци, с. Симеоново, с. Герман, с. Згалево, с. Беглеж. Общо над страната са хвърлени над 800 бомби, a загиналите са 126. От Ниш излитат германски изтребители. Свалени са 5 противникови самолета;
- 16 март 1944 г. През нощта към 21 часа София е нападната от около 50 бомбардировача, които пускат осветителни тела, 197 разрушителни и около 4000 запалителни бомби. Възникват около 70 пожара. Разрушени са 72 сгради. Жертвите са 43 убити, включително 12 души които се задушават, и 58 ранени. Бомби са хвърлени и около селата край София. ПВО изстрелва 1121 снаряда.
- 17 март 1944 г. В 01,27 ч., след осветяване, София е бомбардирана от около 25 самолета. Над града са пуснати 307 бомби. ПВО изстрелва 906 снаряда. 33 души загиват, ранените са 76.
- 18 и 19 март 1944 г. След 21 часа над селища в Южна България са извършени нападения от около 150 самолета. За щастие жертви няма. Борисовград е бомбардиран със 7 бомби, Пловдив с 10 бомби. Бомби са пуснати и при селата Брястово (Горно, хасковско), Бяла река, Езерово, Крумово, Любеново, Сърница, Хисаря, Царско село, Шишманово. Две бомби са хвърлени при гара Ракитово. Между 22,08 ч. и 00,20 ч. самолети се появяват над гр. Кърджали и го осветяват, но бомбардиране не последва;
- 24 март 1944 г. В 22 ч. около 40 самолета нападат София. Хвърлените бомби са предимно запалителни, жертви не са дадени. Няколко бомби падат в района на двореца Врана и изгарят втория му етаж. Бомби са хвърлени при селата Батановци, Вакарел, Дървеница, Лиляново, Красно село (11 бомби), Мошино, Осиково, Симеоново, Студена, Църква, Широки дол.
- 29 март 1944 г. През нощта между 21,14 ч. и 21,34 ч. около 50 леки бомбардировача „Москито“ осветяват София а след това пускат около 70 бомби. Загиват 10 души, сред които 7 селяни от с. Слатина. ПВО изстрелва 462 снаряда.
- 30 март 1944 г. Това е най-тежката бомбардировка над София. Столицата е нападната от 308 бомбардировача Б-24 „Либърейтър и Б-17 „Флайнг Фортес“(загуби 6 бр.), придружени от 120 изтребителя Р-38 „Лайтинг“(загуби 1 бр.)[43]. В 9,45 ч. София е бомбардирана с т.нар. „бомбен килим“. В 10,10 ч. градът е бомбардиран повторно. Хвърлени са около 3000 фугасни и около 30 000 запалителни бомби,[51] разрушени са 3575 сгради. Жертвите са 139 загинали и неизвестен брой ранени. Същия ден е бомбардиран град Ниш. При с. Пишурка са пуснати 64 бомби. Българските изтребители пресрещат противника, но не успяват да разстроят бомбардировъчната формация поради малочислеността си и да предотвратят бомбардировката над София. Във въздушния бой този ден загиват фелдфебел Христо Цанков и подофицер Йордан Кубадинов. Свалени са 7[43] противникови самолета.
- 5 април 1944 г. Бомбардиран е Ниш. Хвърлени са 170 бомби от които 70 на гарата. Разрушена е и жп линията Скопие – Ниш. Излетелите български изтребители водят ожесточен бой с противника;
- 15 април 1944 г. На Велика събота е бомбардиран Ниш. В първата бомбардировка са убити 700 граждани на Ниш, от които 150 работници в железопътния завод в Ниш. Бомбардировките са извършени от 446-а, 447-а и 448-а бомбардировъчни ескадрили на 321-ва бомбардировъчна група – 12 въздушна команда от силите на Съединените щати, базирани по това време във Фоджа. Повредена е Съборната църква, а католическата църква – разрушена. Тази бомбардировка на Велика събота се помни като „Кървавия Великден“.
- 17 април 1944 г., Велики Понеделник: София е бомбардирана в 11,45 ч. от 282 бомбардировача, придружени от 131 изтребителя Р-47 „Тъндърболт“ и Р-51 „Мустанг“.[43]. Хвърлените бомби са около 2500, убити са 128 души, ранени са 76 души. Отново се появяват твърдения за хвърлени „минни сюрпризи“, вкл. във формата на детски играчки. Разрушени са 749 сгради. ПВО изстрелва 3062 снаряда и засяга 9 бомбардировача. Българските летци изтребители в малоброен състав атакуват противника и успяват да свалят няколко американски „летящи крепости“ и изтребители. Поради голямата прилика между своя „Месершмит“ и въведения вместо двутелите Лайтнинги американски изтребител „Мустанг“ (P-51 Mustang), българските самолети не разпознават врага и се приближават в опасна близост, американците дори са разклащали крила, за да подсилят измамата. В боя на 17 април загиват шестима български пилоти: четирима пилоти от 2/6 орляк: подпоручик Веселин Рачев, поручик Христо Арнаудов, поручик Димитър Попов и подофицер Атанас Кръстев; и двама пилоти от 3/6 орляк: поручик Любен Кондаков и подпоручик Иван Стефанов. Същата вечер между 23,31 ч. и 23,42 ч. е атакуван Пловдив от около 30 самолета – от пуснатите 150 бомби са убити 44 и са ранени 33 души. Бомби са пуснати при Асеновград, Садово и с. Ягодово – загива 1 човек. Над Перущица са пуснати 10 бомби, като загиналите са двама. Към 22 часа са хвърлени бомби и над добричките села Видно, Ириджа, Твърдица и Горичане. Този ден става известен като „Черният Великден“.

### Резултат от офанзивата
Българската бойна авиация проваля и трите основни цели, които си поставят съюзниците с бомбардировките: пречупване волята за борба на българския военен потенциал; деморализиране на гражданското население и пълно дезорганизиране на държавно-административното управление.
| „ | Факлите на американските „крепости“ доказваха, че макар и малко на брой, българите са лют и опасен противник. ген.м-р Стоян Стоянов. | “ |

Офанзивата на англо-американските авиационни сили, продължила 6 месеца, не постига поставената ѝ цел – да принуди България да капитулира и да я извади от войната, или поне да предизвика съществени антиправителствени настроения и смутове вътре в страната. Жертвите, бомбардировките над столицата и други значими български градове в старите земи, Македония и Поморавието предизвикват възмущението и гнева на българите срещу Съюзниците и засилват настроенията против англо-американците в страната. Подпомаганото на място от хора като британският майор Франк Томпсън подривно въоръжено движение, организираното от комунистите, леви земеделци и съветска агентура, опитващо се да се сражава на страната на Съюзниците срещу Българската държава, е практически разгромено. Загубите, нанесени от българската изтребителна авиация и ПВО на Коалицията в техника и изваден от строя личен състав (убити, ранени и пленени), също водят до спадане на интензивността на нападенията, намаляване и оттегляне на участващите в това направление сили и фактическо прекратяване на офанзивата.

### Заключителен етап на въздушните нападения (1944)
В периода 4 януари – 1 септември 1944 година са бомбардирани 131 населени места, убитите са не по-малко от 1276, най-малко 1381 са ранени. Пуснатите бомби са над 43 954.
- Между 01:52 и 02:08 ч. на 20 април – Пловдив е нападнат от около 20 бомбардировача, а по-късно на сутринта са пуснати 25 бомби. Убити са 7 души, а ранените са 29.
- 24 април – С. Караманци, Кюстендилско, е бомбардирано от 12 бомби.
- Около 22:20 ч.на 10 май 20 самолета бомбардират гр. Ниш.
- В 13:07 и 14:10 ч. на 15 май гр. Охрид е атакуван от американски изтребители – хвърлени са 12 бомби, като загиват двама германски войници, а 3-ма жители са ранени;
- Между 11:45 и 14:00 ч. на 18 май, завръщащите се от Румъния, бомбардировачи хвърлят бомби над български села – с. Долни воден (трима загинали), с. Чепелари, с. Вълково (двама загинали), с. Щоково, Нареченски бани и край с. Кула махала.
- В 15:42 ч. на 24 май в Охрид са пуснати 8 бомби, убити са двама войници, а един е ранен. Същия ден, при бомбардировка над София, е унищожена е Зала България – Софийската филхармония, като е разрушена залата, органа и двата рояла.[56]
- В 2,32 ч. на 9 юни 100 бомби са хвърлени над Ниш.
- На 11 юни е бомбардиран Русе. Пуснати са около 100 бомби. Убити са петима, ранени са 4 души. Същия ден са хвърлени бомби и при разградските села Църквино, Веселина, Желязковец и при гара Самуил, както и край Велико Търново, Горна Оряховица и Лясковец, селата Царева ливада, Гагово, Сухиндол, Новачене, Дяково, Върбица, Драгани и Гайтани. След като е ранен, подпоручик Иван Бонев скача с парашута си е разстрелян във въздуха.[57] Българската изтребителна авиация успява да свали 11 противникови самолета. В този ден в боя участват и германски изтребители.
- В 1,52 ч. на 12 юни е бомбардирано летище Карлово. От 50 – 60 самолета се стреля с бордовите картечници и са хвърлене 100 разрушителни и много запалителни бомби. Загиналите са 30, а ранените са 72.
- В 9,34 ч. на 14 юни Охрид е атакуван от 4 изтребителя „Спитфайер“. Пуснати са 8 бомби, които убиват двама и раняват 1 човек. Между 23:00 и 23:00 ч. дузина бомбардировачи хвърлят 100 бомби над Ниш, където има няколко убити и ранени.
- На 20 юни изтребители „Спитфайер“ нападат гара Прилеп, където е убит един войник, а трима са ранени. Нападната е над гара Даме Груев, като са убити двама железничари.
- В 9,50 ч. на 23 юни са 20 запалителни бомби над Русе. Бомбардиран са Ниш и оряховското село Остров. Български и германски изтребители съвместно успяват да свалят няколко противникови бомбардировача. Един от пада при с. Отец Паисиево, убивайки 3-ма и ранявайки други трима души.
- Преди обяд на 24 юни, завръщащите се от Румъния бомбардировачи нападат български селища. Над гр. Казанлък хвърлени 6 бомби, но жертви няма. Бомбардирани са селата Ботево, Ракево, Бара, Роскот, Генерал Лазарево, при махала Кръстевци и гр. Сопот. Свалени са 10 от тези бомбардировачи, както и пет български изтребителя, след изненадваща атака, но пилотите им успяват да се спасят с изключение на фелдфебел Цвятко Загорски.
- B 10:20 ч. на 25 юни 4 английски изтребителя бомбардират Охрид с 8 бомби. Убит е един войник, а друг е ранен.
- На 28 юни над летище Карлово са хвърлени са над 350 тона бомби, които напълно разрушават летището. 148 американски бомбардировача, придружени от 90 изтребителя(загуби 3 бр.),[58] нападат летище Карлово. На земята са разрушени 70 самолета. Жертвите са 25 убити и 52 ранени. Бомбардирани са с около 63 бомби и с. Иганово и гр. Сопот, убитите са 5, а ранени са 10 души. Завръщащите се от бомбардировка на Румъния противникови самолети пускат седем бомби над Лом. Ранени са 3 души, а при с. Синаговци са хвърлени 10 бомби. Българските летци изтребители свалят 4 противникови самолета.
- В 1:40 ч. на 29 юни е бомбардиран Русе със 100 разрушителни бомби, убити са двама, ранени са трима души.
- В 17:00 ч. на 30 юни 4 изтребителя „Спитфайер“ атакуват Скопие, като убиват 5 и раняват двама души;
- На 3 юли, завръщащите се от Румъния бомбардировачи, хвърлят няколко бомби над Русе, но няма жертви, и над селата Шалтиково, Чупрене и Люта, където са убити трима селяни.
- Към 11:30 ч. на 4 юли е обстрелвана гара Райко Жинзифово, където има много ранени.
- Към 9 ч. на 9 юли е обстрелван влака Велес – Градско, с трима ранени. Обстрелвана е и гара Прилеп, като близо до гр. Прилеп, след стрелба от въздуха, е ранен полицай. В 16,43 ч. е обстрелвано шосето Скопие – Тетово, където е убит един войник, а един цивилен е ранен.
- На 11 юли изтребители „Спитфайер“ атакуват влак между Качаник и Скопие – убит е един германски войник и са ранени 13 италиански военнопленници.
- На 15 юли са хвърлени 2 бомби над пристанище Лом и над ломските села Калугер махала, Разград махала и Воднянци. Бомби са пуснати и при с. Остров, с. Камена Рикса, с. Ружинци, с. Белотичане;
- На 22 юли, завръщащите се от Румъния самолети, пускат две бомби при гара Бойчиновци. Бомби са хвърлени при Оряхово, с. Долни Цибър, с. Згалево, с. Парлец и гара Букьовци, при с. Дебели лак, където е ранена една жена. Парче от снаряд на ПВО убива жена в Княжево. Излетелите български изтребители и ПВО свалят няколко „летящи крепости“;
- На 26 юли вражески изтребители нападат няколко влака и гари. При нападение на санитарен влак са ранени двама войници. Във влака София – Скопие са убити машинистът и двама войници, а 20 души са ранени. На гара Генерал Лист е убит железничар. При нападение на друг влак са убити 11 и са ранени 30 души;
- На 30 юли противникови самолети минират р. Дунав при Видин, Лом, Оряхово, Сомовит, Белене, Свищов и Русе – в резултат на минирането потъва немски шлеп. От въздуха са обстрелвани Свищов и Лом.
- На 10 август, преминаващи над България самолети, хвърлят 6 бомби между селата Горно Церовене и Живовци. На 3 км източно от Ново село(сега Санадиново), общ. Никопол, обл. Плевен, и край град Плевен, падат поразени от румънската зенитна артилерия два Б-24 „Либърейтор“. Също така, южно от с. Чорлево (сега Дреновец), община Ружинци, обл. Видин, пада британски бомбардировач "Уелингтън Марк 10" от RAF /142 Sq, свален от германски нощен изтребител Ю-88[59];
- На 17 август, завръщащите се от Румъния, бомбардировачи са пресрещнати от български изтребители, не им позволявайки да достигнат до София. В разразилия се въздушен бой са свалени 7 противникови самолета.
- На 18 август 7 самолета бомбардират с 26 бомби пристанище Лом, като тежко раняват трима и леко още трима;
- В 9,10 ч. на 21 август е бомбардиран Ниш – хвърлени са 800 малокалибрени бомби. Загиват двама военнослужещи. Ранени са трима;
- На 26 август, завръщащи се от Румъния, бомбардировачи хвърлят бомби при селата Бели бряг, Люта и Чуковец. Българските авиатори успяват да свалят три противникови самолета
- На 31 август противникови самолета обстрелват влак на гара Лакатник, като раняват двама души;
- На 1 септември около 100 бомбардировача нападат Ниш – убити са 5 и са ранени 15 войници. Сред населението също има жертви.
- На 5 септември българското правителство излиза от Тристранния пакт, скъсва дипломатическите си отношения с Германия и взима решение да ѝ обяви война.[60] Без да зачита това и че през цялата война поддържа нормални дипломатически отношения с България, вечерта в 19:00 същия ден СССР ѝ обявява война и на 8 септември съветските войски навлизат; същата вечер в София комунистите извършват държавен преврат и страната бързо и без съпротива е окупирана от чуждите войски.[61] Въздушните нападения над територията в довоенните граници на България и придобитата в 1940 г. Южна Добруджа са спрени.

## Българските летци
Според клуба на летците „Димитър Списаревски“ СВВНВУ, изследвания на Jan Josef Safarik, Емил Петров и др. се установяват следните загинали 24-ма български летци и 1 паднал в защита на София немец:
| Номер по ред | Дата               | Звание                                         | Летец                          | Подразделение                       | Самолет                  | Бележки |
| ------------ | ------------------ | ---------------------------------------------- | ------------------------------ | ----------------------------------- | ------------------------ | --- |
| 1            | + 8 август 1943    | поручик                                        | Лука Йовков Обрейков           | 6-и въздушен полк                   | Messerschmitt Bf 109 G-2 | - |
| 2            | + 14 ноември 1943  | подпоручик                                     | Йордан Славов Тодоров          | 6-и въздушен полк                   | Dewoitine D.520          | Първата въздушна жертва в отбраната на София. Ранен е във въздушен бой. Загива при кацане на самолета по корем с прибран колесник. |
| 3            | + 24 ноември 1943  | подпоручик                                     | Митьо Симеонов Дисов           | 3/6-и орляк                         | Messerschmitt Bf 109 G-2 | Пилотираният от него самолет е повреден във въздушен бой и пада край с. Горни Пасарел, Самоковско.                                 |
| 4            | + 10 декември 1943 | капитан, майор (посмъртно), полковник (1992)   | Павел Лазаров Павлов           | командир на 652-ро ято, 2/6-и орляк | Dewoitine D.520          | Пилотираният от него самолет е повреден във въздушен бой и пада в землището на с. Одраница, Трънско.                               |
| 5            | + 20 декември 1943 | поручик, капитан (посмъртно), полковник (1992) | Димитър Светозаров Списаревски | 3/6-и орляк                         | Messerschmitt Bf 109 G-2 | Пилотираният от него самолет след таран на противников бомбардировач пада на височините над с. Долни Пасарел, Самоковско.          |
| 6            | + 20 декември 1943 | поручик                                        | Георги Райчев Кюмюрджиев       | 3/6-и орляк                         | Messerschmitt Bf 109 G-2 | Пилотираният от него самолет е прострелян и се разбива до с. Калище, Радомирско.                                                   |
| 7            | + 10 януари 1944   | капитан (посмъртно)                            | Симеон Кирилов Михайлов        | 2/6-и орляк                         | Dewoitine D.520          | - |
| 8            | + 10 януари 1944   | капитан                                        | Тома Йорданов Боев             | 6-и въздушен полк                   | Dewoitine D.520          | - |
| 9            | + 27 януари 1944   | поручик                                        | Герги Христов Гочев            | 6-и въздушен полк                   |                          | - |
| 10           | + 30 март 1944     | фелдфебел                                      | Йордан Николов Кубадинов       | 6-и въздушен полк                   | Messerschmitt Bf 109 G-6 | - |
| 11           | + 30 март 1944     | поручик                                        | Иван Василев Бояджиев          | 2/6-и орляк                         | Messerschmitt Bf 109 G-6 | - |
| 12           | + 30 март 1944     | подпоручик                                     | Христо Цанков Каев             | 6-и въздушен полк                   |                          | - |
| 13           | + 16 април 1944    | фелдфебел                                      | Иван Минчев Сомлев             | 6-и въздушен полк                   | Dewoitine D.520          | Пилотираният от него самолет поради повреда в двигателя пада в околностите на село Замфирово, Гушанци, Берковско                   |
| 14           | + 17 април 1944    | подпоручик                                     | Веселин Николов Рачев          | 2/6-и орляк                         | Messerschmitt Bf 109 G-6 | - |
| 15           | + 17 април 1944    | поручик                                        | Христо Георгиев Арнаудов       | 2/6-и орляк                         | Messerschmitt Bf 109 G-6 | - |
| 16           | + 17 април 1944    | капитан                                        | Димитър Стефанов Попов         | 2/6-и орляк                         | Messerschmitt Bf 109 G-6 | - |
| 17           | + 17 април 1944    | поручик (посмъртно)                            | Атанас Атанасов Кръстев        | 2/6-и орляк                         | Dewoitine D.520          | - |
| 18           | + 17 април 1944    | капитан                                        | Любен Кондаков                 | 3/6-и орляк                         | Messerschmitt Bf 109 G-6 | - |
| 19           | + 17 април 1944    | поручик                                        | Иван Тодоров Стефанов          | 3/6-и орляк                         | Messerschmitt Bf 109 G-6 | Пилотираният от него самолет пада западно от Дупница                                                                               |
| 20           | + 24 април 1944    | поручик                                        | Виктор Димитров Атанасов       | 2/6-и орляк                         | Messerschmitt Bf 109 G-6 | - |
| 21           | + 20 май 1944      | подпоручик                                     | Веселин Стоев Терзиев          | 2/6-и орляк                         | -                        | - |
| 22           | + 11 юни 1944      | поручик                                        | Иван Ненов Бонев               | 3/6-и орляк                         | Messerschmitt Bf 109 G-6 | - |
| 23           | + 24 юни 1944      | фелдфебел                                      | Цвятко Марков Загорски         | 3/6-и орляк                         | Messerschmitt Bf 109 G-6 | - |
| 24           | + 28 юни 1944      | подофицер                                      | Георги Танев Драганов          | 2/6-и орляк                         | -                        | - |
| 25           | + 10 януари 1944   | капитан                                        | Герхард Венгел                 | командир на I./JG5 „Eismeer“        | Messerschmitt Bf 109 G-6 | Пилотираният от него самолет е свален край гр. Радомир и той загива в него                                                         |

## Засегнати селища, поразени сгради и население
По време на Втората световна война, въпреки че не участва в бойни действия, България е подложена на жестоки бомбардировки от англо-американските въздушни сили, като най-тежко са засегнати София, Скопие, Ниш, Пловдив, Дупница, Враца и много други селища, които нямат особено военно-оперативно значение. Приоритетно са атакувани хуманитарни, духовни и културни обекти и много обикновени сгради. Особеност на англо-американските атаки е практиката им пускат осакатяващи микробомби c вид на лакомства, играчки и писалки, с цел да бъдат поразявани най-вече деца.
Една част от бомбите са с взривател със закъснител. Целта е да се постигне силно поразяващо действие, след като укрилите се в скривалищата излязат от тях на открито. Според обобщени данни от Разузнавателното отделение към Щаба на войската, на командира на въздушните войски, болниците, общинските и полицейски власти за периода от 6 април 1941 г. до 1 септември 1944 г. с 45 268 бомби са бомбардирани 187 населени места в старите земи на Царството и в българска Македония, Западните покрайнини, Беломорска Тракия и земите под български контрол. Безследно изчезнали, починали следствие бомбардировките и убити на място са 1828 души, тежко са ранени 2372 души, при непълна отчетност. (За сравнение в Баташкото клане загиват от 1500 до 5000 според различните източници). От жертвите 88% са мирни граждани – жени, деца, стари хора, работници, служители. Много от ранените хора после умират следствие това или остават с двигателни особености до края на дните си. Непоправими са психическите травми на оцелелите, на близките на убитите и осакатените, на безвъзвратно загубилите домовете и десетилетия творчески труд. Особено коварни и зловредни занапред са физическите и психически травми върху младежите, които ги увреждат в различна степен за целия им живот. Само в София загиват изгорени, разкъсани и живи погребани от взривовете над 1500 души и са разрушени между 12 586 и 12 657 сгради. Сринати от англо-американските удари са 24 болници, 19 (а по други данни 40) училища, 14 черкви, 42 фурни, 8 кинотеатъра, 10 002 жилищни кооперации и къщи, 1684 частни магазини и складове, 396 работилници, 117 предприятия, 288 обществени учреждения, тежко са увредени или опожарени огромен брой други. Безвъзвратна е загубата на българското национално и общочовешко културно достояние – унищожени са обществени и лични библиотеки, творби и архиви на писатели, художници и композитори, историци, етнографи и други учени. Изгарят безценни произведения на изкуството, архитектурата и паметници на историята на българите. Близо 1/4 от сградния фонд на София е сринат. Нанесените материални щети са за над 24 милиарда тогавашни щатски долара.
Освен София са бомбардирани българските градове Карлово, Петрич на 6 април 1941 г., Кюстендил на 6 април 1941 г., Мездра, на 22.06.1941 г. от съветски сили е ударен Добрич, където са разрушени четири сгради и двама души са ранени и също: Горна Оряховица – в нощта на 12 срещу 13 септември 1942 г. и на 11.06.1944, Казанлък – в нощта на 12 срещу 13 септември 1942 г., Стара Загора – в нощта на 12 срещу 13 септември 1942 г., Русе – в нощта на 12 срещу 13 септември 1942 г. и на 29 юни и 3 юли 1944 г.; Охрид, Скопие, Велес, Прилеп и Крива Паланка през 1943 – 44 г. (тогава те са в държавните ни граници и първите са атакувани многократно); Ниш и почти всички големи градове и по-важни центрове в Поморавието, което тогава също е под български контрол. След съгласуване с Тито и Кардел, англо-американското командване в Европа бомбардира и Белград до чиито околности се простира българската зона на отговорност. На 24 юни 1943 е бомбардирано летището на Солун докъдето към 5 юли 1943 също се простира българската зона, бомбардиран е град Бяла на 1 август 1943 г.; Дупница на 4 януари 1944 г., Враца на 24 януари 1944 г., Борисовград в нощта на 18 срещу 19 март 1944; Пловдив на 17 и 20.04.1944 г.; Перущица и Асеновград на 17.04.1944; Калофер на 18 май 1944; Велико Търново и Лясковец на 11 юни 1944 г.; Шабла на 13 юни 1944 г.; Алфатар на 24 и 28 юни 1944 г., Сопот на 24 юни 1944 г., Лом на 15 и 28 и 30 юли и на 18 август 1944 г.; Оряхово 22 и на 30 юли; Свищов на 30 юли 1944.
- Народно събрание.[75]
- Училище „Свети Седмочисленици“.[75]
- Институтът за народно здраве.[75]
- Разрушена сграда на бул. „Фердинанд“.[75]
- Разрушена сграда на бул. „Фердинанд“.[75]
- Александровска болница.[75]
- Митрополията.[75]
- Разрушена сграда на бул. „Фердинанд“.[75]
- Италианското училище.[75]
- Пресечката на ул. „Граф Игнатиев“ и бул. „Фердинанд“.[75]
- Държавната печатница.[75]
- Разрушена сграда на бул. „Царица Йоанна“.[75]
- Разрушена сграда на бул. „Царица Йоанна“.[75]
- Евангелистката църква.[75]
- Разрушена сграда във Враца.[75]
- Изгорелият дом на Константин Щъркелов.[75]

### Равносметка
Англо-американската авиация предприема срещу България операция „Point Blank“ (Прицел от упор) в периода 18 октомври 1943 – 17 април 1944 г. в рамките на въздушната кампания „Приливна вълна“ (Tidal wave), целяща създаването на площи под „бомбен килим“ в региона обхващащ София, Скопие и нефтените полета около Плоещ.
България губи 27 самолета и 22-ма свои летци, съюзните немски пилоти също дават жертви. Срещу България са пратени над 2500 изтребителя и тежки бомбардировачи. Срещу тях в защита са около 80 български летци изтребители от София, Карлово, Скопие и Ниш и 30 немски изтребителни пилоти, базирани в София плюс тези в Скопие и Ниш. Под командването на генерал Димитър Айранов и командира на 6-и изтребителен авиополк полковник Васил Вълков българските летци се бият срещу обичайно седемкратно превъзхождащ ги противник, а в отделни сражения съотношението на силите е достигало 23:1 в полза на англо–американската авиация. Поручик Стоян Стоянов постига 15 въздушни победи, други български асове печелят по 13, 10, 8, 7 и т.н. въздушни победи – Петър Бочев, Николай Бошнаков, Неделчо Бончев, Христо Илиев, Чудомир Топлодолски, Любен Кондаков, Христо Костакев. София и Западна България пазят орляците 3/6 базиран в Божурище и 2/6 с командир капитан Николай Бошнаков, пребазиран от Карлово във Враждебна, немски ескадрили има на Враждебна и в Ниш, орляк 1/6 е пребазиран от Божурище в летище край село Марино поле до Карлово при 4/6 орляк, който като него има задача да пази Пловдив и Тракия, но оказва съдействие и в защитата на столицата. Всеки орляк е следвало да е от 40 машини, формиращи няколко ята по 10 – 16 самолета и командно крило (четворка изтребители), най-малката единица е двойката самолети. Друга част от българската авиация е базирана на летищата Балчик и Чайка при Варна и Сарафово при Бургас, охраняваща ефикасно крайбрежието и немските конвои срещу руски подводници в Черно море, а частите на летище край село Бадем чифлик до Кавала охраняват Беломорието.
В периода 6 април 1941 година – 1 септември 1944 година общият брой вражески полети, осъществени над България през годините 1943 – 1944, е над 23 000. На територията на тогавашна България са бомбардирани 168 населени места с над 45 268 бомби. В София са разрушени 12 657 сгради и са увредени огромен брой други. Загиналите от въздушните нападения – убити на място, безследно изчезнали и починали следствие бомбардировките са 1828 души и тежко ранени 2372 души, както и 22 български летци
В резултат на действията на малочислената българска изтребителна авиация, наземна ПВО и съюзните немски сили, в периода август 1943 – август 1944 г. на противника в битките над България в тогавашните ѝ граници са нанесени тежки загуби – Българската противовъздушна отбрана, (изтребителна авиация и зенитна артилерия), сваля 23 самолета. Свалените и паднали над съвременната територия на Република България съюзнически самолети са 60 броя: От военно въздушните сили(ВВС) на САЩ(49 бр.), на Великобритания(9 бр.) и на СССР(2 бр.). Основна част от свалените и паднали на българска територия съюзнически самолети - 45 броя, са простреляни от изтребителната авиация на Луфтвафе, Румънските ВВС и зенитна артилерия в района на рафинерията край Плоещ и Букурещ, но са паднали на българска територия в областите Силистра, Русе, Плевен, Видин и Враца. Загубите на противника са 159 загинали членове на екипажи и пленени 329. На българска територия при нападенията загиват 256 противникови летци, (по данни на противника той търпи 159 убити над територията на страната, от които – 120 от ВВС на САЩ и останалите 39 – британски имперски летци, сред тях са 7 английски и южноафрикански пилоти, свалени на 29 юни 1944 г. до Русе), 28 безследно изчезнали и умрели в свои армейски лазарети и при нелегалните, 69 умират пленени от получените в боевете смъртоносни рани. В български плен попадат над 333 чинове от англо-американските въздушни сили, които са затворени предимно във военнопленническия лагер в Шумен, на 8 септември 1944 г. там са намерени 327 военнопленници, представители на 9 държави, повечето американци.

## Обвинения към прогерманските управници на България
Различни русофилски и просеверноамерикански изследователи, политици и общественици определят като причина за бомбардировките обявената война на САЩ и Великобритания от страна на правителството на Богдан Филов, което пренебрегва фактите, че съюзническата авиация е бомбардирала и окупирани европейски градове като Париж през 1943-та ( Франция общо от съюзническите бомбардировки губи 67 хиляди убити мирни жители), Белград през пролетта на 1944-та (за който тези бомбардировки са по-разрушителни от германските бомбардировки при разгрома на Кралство Югославия), Подгорица през същата година, където умира всеки осми жител, Прага на 14-ти февруари 45-а - последната е осъществена въпреки че тогава е бил очевиден за всички скорошният разгром на Хитлеристка Германия и други.

## Памет
По инициатива на общонародното родолюбиво сдружение с идеална цел „Мати Болгария“ на 852 от загиналите 1828 убити е сложен мемориален знак до парламента, имена не са упоменати
В София загиналите български летци изтребители са почетени с общ обелиск близо до Южния парк и пред Алеята на летците в Централните софийски гробища, отделни паметници и паметни плочи (подробно описани в статиите за тях) имат Димитър Списаревски, Герхард Венгел и Симеон Михайлов.
В Казанлък на паметника на летците е поставена паметна плоча на командира на 6 изтребителен полк от Въздушните на Негово Величество Войски полк. Васил Вълков и други заслужили военни и летци. в Сливен – плочи на кап. Любен Захариев Кондаков и Тома Боев, в Шипково на Веселин Терзиев, в Пловдив на родения в Гюмюрджина поручик Евгений Тончев.
На героите са наречени улици и площади, за тях и тази битка на българите има книги, филми, а за Списаревски и песен.
През 2010 година пред посолството на САЩ в София е издигнат и паметник на американските пилоти, загинали по време на бомбардировките.